# Vesthøgdnutane
Die Vesthøgdnutane (norwegisch für Westhöhengipfel) sind eine Gruppe von Bergen im ostantarktischen Enderbyland. Sie ragen in den Napier Mountains auf. Zu ihnen gehört der Armstrong Peak.
Die Benennung geht vorgeblich auf russische Wissenschaftler zurück.